# Microcrambus asymmetricus
Microcrambus asymmetricus là một loài bướm đêm trong họ Crambidae.